# Мавровитова къща (Василиос Мавровитос)
Мавровитовата къща (на гръцки: Αρχοντικό Μαυροβίτου) е възрожденска къща в град Костур, Гърция.

## Местоположение
Къщата е разположена в северната традиционна махала Позери (Апозари) на крайбрежната улица „Ники“ и „Христопулос“ № 103.

## История
Къщата е построена в XIX век. В 1965 година е обявена за паметник на културата.

## Архитектура
В архитектурно отношение е триетажна квадратна сграда с вписан кръст. Поддържана е в добро състояние.